# 欧州宇宙研究機構
欧州宇宙研究機構（おうしゅううちゅうけんきゅうきこう European Space Research Organization（英語）） (ESRO)は、かつて存在したヨーロッパの宇宙研究機関で1962年3月20日に構想が提議され1962年6月14日に調印された。ベルギー、デンマーク、フランス、オランダ、イタリア、スペイン、スウェーデン、スイス、イギリス、ドイツのヨーロッパ10ヶ国が参加し、設立は1964年である。機構としてのESROの模範は既存の国際科学研究所CERNである。
1968年から1972年にかけてESROはIris (ESRO-2B)、Aurora (ESRO-1A)、HEOS-1、Boreas、HEOS-2、TD-1A、ESRO-4の7機の人工衛星をアメリカのロケットで打ち上げた。
1975年に欧州宇宙研究機構は欧州ロケット開発機構と統合して欧州宇宙機関になった。
ESRO総会において発表した機構設立趣意書の概要では、純粋に科学目的の開発に取り組む排他的機関を設立するとされた。大部分の活動期間においてこの範囲内に収まったが欧州宇宙機関(ESA)に改編前の最後の年には、逸脱する通信分野の計画を開始した。それを受け後継のESAの活動は純粋な科学分野を趣旨とはせず、通信や地球観測ほかの実用的な領域に活動を集中した。ESROがELDOと合流して欧州宇宙機関に移行するのは1975年である。

## ESROの設立

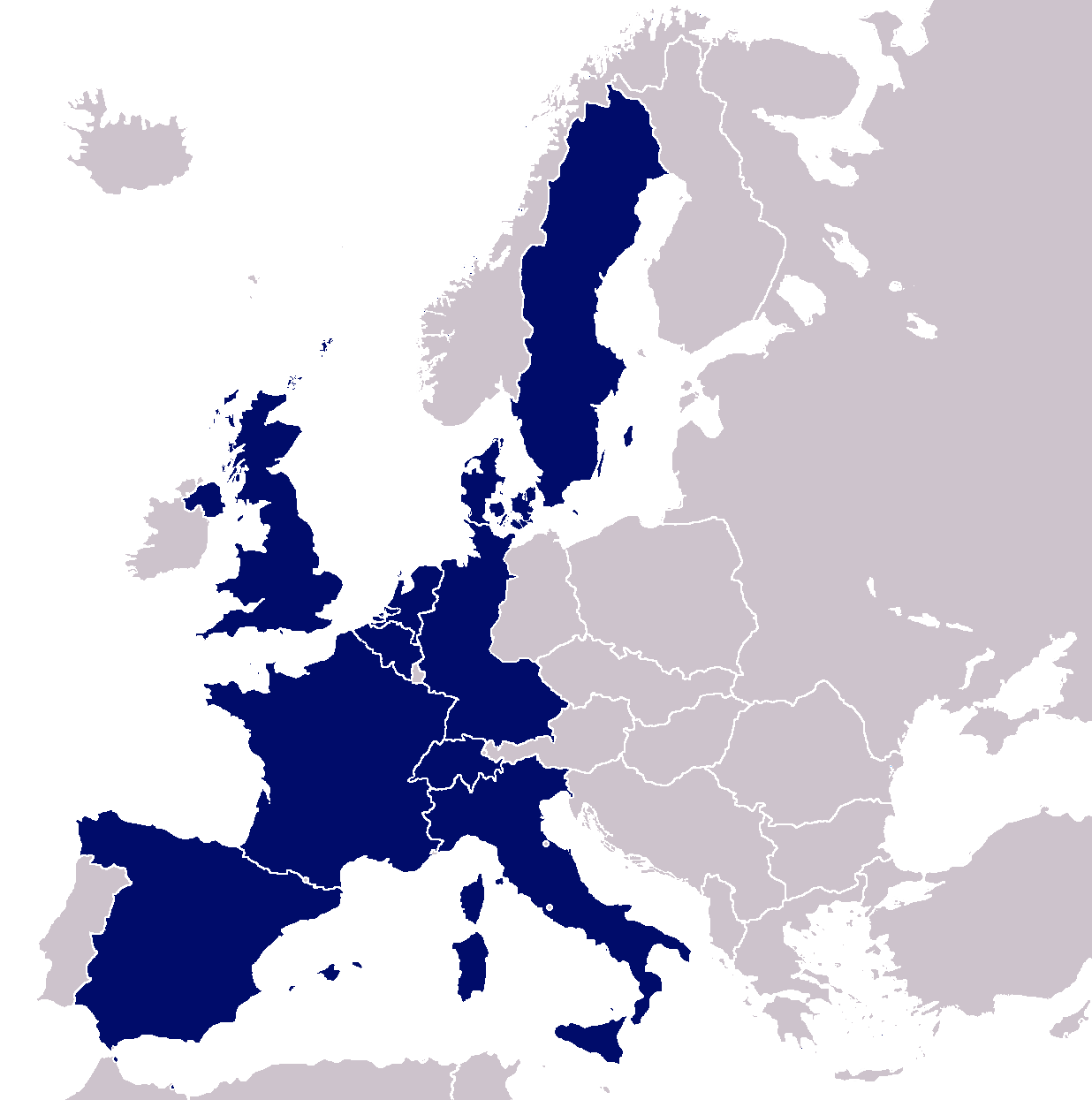
ESROの設立に参加した10ヶ国

### 起源
ヨーロッパの共同宇宙活動は1959年から1960年にかけて、イタリア人物理学者で科学政治家エドアルド・アマルディと友人でフランス人のピエール・オージェが仲介し、科学者と科学管理者の小規模グループが形成された事に端を発する。アマルディもオージェもかねてから科学分野で欧州規模の協力体制がない事を奇異に感じており、実際に1950年代初頭に欧州の核研究機構 (CERN) の設立を主導している。次はその方法を宇宙分野へ適用して速やかに科学者と欧州各国政府の共同宇宙研究を可能にするため、欧州宇宙研究準備委員会 (COPERS) を立ち上げた。

### 欧州宇宙研究準備委員会
準備委員会COPERSの最初の会合は1961年3月13日と14日にパリで開催された。最初の作業は科学研究計画を認識して想定された組織の基盤整備に必要な予算を組み、構成各国政府が参加を希望するように働きかける事であった。この会合の終盤にハリー・マッセー議長、副議長2名にルイージ・ブログリオとヘンドリク・ファン・デ・フルスト、またピエール・オージェが事務局長に選出され、全員1960年に重要な決定に関して協議し、オージェは事務局を離れた今も活発な欧州の宇宙科学者として著名である。2つの作業グループが編成され、1件目は暫定的な科学と技術の作業グループ(STWG)である。作業内容は将来の宇宙機構のため科学計画や技術分野の準備の予算獲得だった。スウェーデン王立工科大学附属研究所 (ストックホルム) の Lamek Hulthén（ドイツ語）がこのグループの議長に、事務局長はマックスプランク宇宙物理研究所 (ミュンヘン近郊) 出身の Reimar Lüst（英語）であった。2件目の作業グループ (LAFWG) は法務、管理、会計を担当し、当初、議長を置かないまま業務が始まり、やがてドイツ連邦共和国出身者を責任者にしてはどうかと考えられ、CERNから予算委員長でバート・ゴーデスベルク出身の上級官僚Alexander Hockerを迎えた。全参加国は両方の作業グループに出席することと規定され、業務は下部グループを設けて実施した。

### ブルーブック
第3回の会合は1961年10月24日と25日にミュンヘンで開催され、STWGは77ページにわたる将来の欧州宇宙研究機構の概要を準備した。この通称『ブルーブック』は5章から構成され、それぞれ以下の項目が記される。
- ESROの概要
- ESROの科学計画
- 技術センター
- データの扱い
- 射場と機体

『ブルーブック』により、観測ロケット435機の開発の成功と、人工衛星17機（小型衛星11機、宇宙探査機4機、大型衛星2機）を8年間に打ち上げる構想がESROの総会で承認された。宇宙機を1機、軌道に到達させるには2機打ち上げる必要があったことから、人工衛星と宇宙探査機の打ち上げ予算は2倍かかった。人工衛星計画の予算総額733.5百万フランの内訳は、打上げ予算450百万フランに対して宇宙機の開発予算は283.5百万フランである。

### ESLAB
ESROの研究所ESLABも状況は似ている。独立した機構として運営に当たる職員を置かない点は織り込み済みで、ESROはESLABを以下のように規定する。すなわち「（前略）評議会が必要とみなす最小規模で共同研究プログラムを実施すること（中略）、加盟国で実施された科学研究を完了または補完する」ことが求められたのである。
すなわちこの研究所は招へい先を求める科学者にしか有意義でないという意味であった。後にESLABの役割は拡大され、 国立科学グループとは欧州宇宙技術研究センター(ESTEC)技術グループを結ぶインターフェースとして機能し、大規模な天文衛星プロジェクトの範囲内で独自の研究を実施する。 Bannier Reportの提出後、ESLABは欧州宇宙技術研究センター(ESTEC)に吸収される。

## 科学活動
ESROの設立趣意では宇宙科学のみに専念するとしていた。その結果、科学的な作業はESROの初期の運営の主要な部分を占めた。組織とその能力の成熟により、徐々に厳密な科学的な計画から逸脱しつつあった。

### 観測ロケット

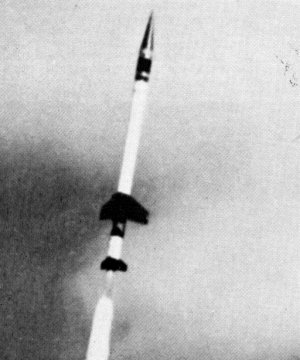
イギリスのスカイラークはESROで多く使用された

観測ロケットは高信頼性で廉価で発射までの準備時間が短く、探査試験装置はより野心的な計画で新しい欧州宇宙研究機構の最初の計画は失敗の確率が低い事が求められた。
最初の2機のESROの観測ロケットは1964年7月6日と8日にSardiniaのSalto di Quirra射場から発射された。それらは電離層でペイロードのバリウムとアンモニアを放出した。最初のエスレンジからの打ち上げは1966年11月に実施された。この地点からの打ち上げ回数は大幅に増えた。ノルウェーのAndøyaも同様に射場として使用された。
イギリスのスカイラーク(83回)とフランスのサントール(64回)は計画の主要なロケットの用途だった。アメリカのアーカス(14回)、フランスのベルリエ(4回)とドラゴン(2回)、イギリスのペトレル(1回)とドイツ/スイスのゼニット(1回)も同様に使用された。合計168機の観測ロケットが打ち上げられ、平均成功率は75%だった。計画期間中、ESROで使用された観測ロケットのペイロードの大きさは(全長)2.7から5.55 m そして重量は140 から310 kgになった。
168機の観測ロケットの約半数はオーロラの調査の為に電離層に到達して約1/4は大気物理と太陽、恒星、ガンマ線の調査に使用された。打ち上げられたロケットの数は予定よりも少なく、計画は予想されたよりもロケットのペイロードの容量が多く、到達高度も高かった。

### 独自の人工衛星計画

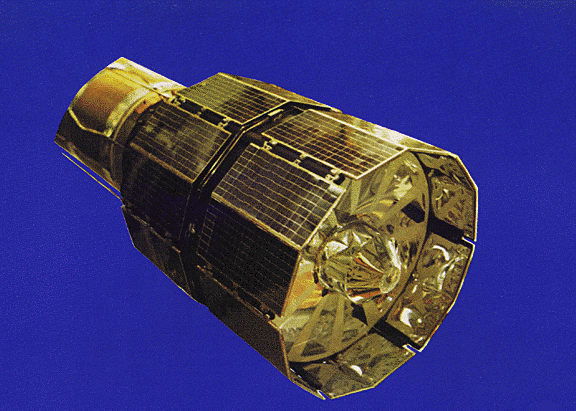
ESRO-2B または Iris は最初に打ち上げに成功した ESRO の衛星である

ブルーブックでは11機の小型人工衛星と4機の宇宙探査機と2機の大型人工衛星を打ち上げる予定だった。これらは予算の都合で大半は実現しなかった。計画は多くの改訂で具体的な成果が得られたのはわずかだった。小型の非安定衛星はESRO I と ESRO IIで1968年に打ち上げられ、打ち上げ後にAurorae と Irisに改名された。1968年と1972年に打ち上げられた HEOS-A と HEOS-A2の2機は長楕円軌道の衛星で打ち上げ後にHEOS-1 と HEOS-2に改名された。

#### ESRO Iと ESRO II
これらの小型で非安定宇宙機は宇宙機周辺の環境放射測定のためにとても単純な実験装置を運ぶように設計された。

#### HEOS-A
後にHEOS-Aと改名され、最初は高度偏心軌道衛星はプラズマ、磁場、宇宙線粒子の測定を目的として設計された。それらはこの計画の費用の超過により認められなかった。既存のESTRACK 電極は低軌道の人工衛星と共に設計され、長楕円軌道の衛星を追跡してデータを受信する事が念頭にあった。オーストラリアのELDOの施設の改良から解決策を見出し低費用で組み立てた。

## 参考資料
- J. Krige and A. Russo (April 2000-04). ESA History Advisory Committee. ed (英語) (PDF). SP-1235 – A History of the European Space Agency 1958–1987, Volume I: The story of ESRO and ELDO (1958–1973). M. De Maria ; L. Sebesta. 欧州宇宙機関 (ESA) 2015年8月20日閲覧。　冊子版は2001年刊ESA special publicationシリーズ第1235号（ISBN 92-9092-536-1, ISSN 1609-042X）。
- “The ESRO Convention and 'juste retour'”.   ESA (2014年6月14日). 2015年8月20日閲覧。